# Karhunpesä
Karhunpesä är en ö i Finland. Den ligger i sjön Haukivesi och i kommunen Rantasalmi i den ekonomiska regionen  Nyslotts ekonomiska region  och landskapet Södra Savolax, i den sydöstra delen av landet, 290 km nordost om huvudstaden Helsingfors. Öns area är 0,4 hektar och dess största längd är 110 meter i sydöst-nordvästlig riktning.  Ön ligger i hörnet mot Varkaus i Norra Savolax, så att kommun och landskapsgränsen löper runt öns strand.